# Christuskirche (Ellingen)

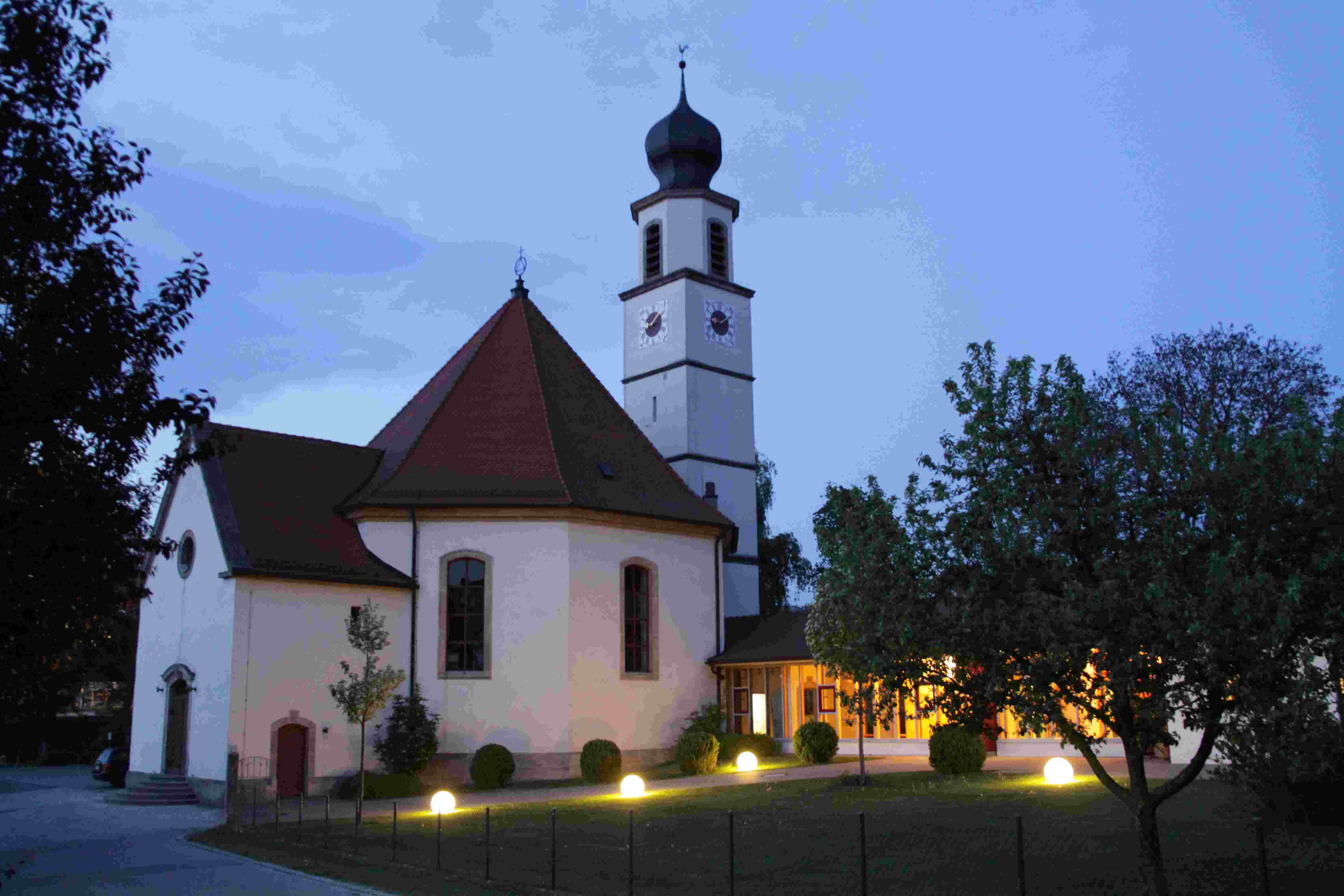
Christuskirche in Ellingen

Die Christuskirche ist eine evangelische Kirche in Ellingen im mittelfränkischen Landkreis Weißenburg-Gunzenhausen. Der denkmalgeschützte Zentralbau hat die Adresse Im Stadtgarten 13.
Die Kirche befindet sich im Stadtgarten der Stadt Ellingen, dem ehemaligen Hofgarten des Deutschen Ordens. Die Nutzgartenanlage war vollkommen ummauert und stammte aus dem 16. Jahrhundert. Mit dem Kauf des Hofgartens durch die Stadt Ellingen wurde die Anlage in Stadtgarten umbenannt.
Die Kirche wurde 1925 nach den Plänen des Architekten German Bestelmeyer errichtet. Beim Bau der Kirche stürzte jedoch der Kirchturm ein. Die Weihe erfolgte am 29. November 1925. 1935 erhielt die Kirche eine Steinmeyer-Orgel. 1975 wurde das Kruzifix von 1952 neu gefasst. Die Empore umläuft den Innenraum, der Altar und die Kanzel sind getrennt aufgestellt.
Das achteckige Kirchengebäude trägt ein Satteldach. Der östlich anschließende Kirchturm wird von einer Zwiebelhaube gekrönt.